# تفجيرات العراق 10 حزيران 2013
وقعت في 10 حزيران 2013 سلسلة من التفجيرات المنسقة وحوادث إطلاق نار ضربت الأجزاء الوسطى والشمالية من العراق، مما أسفر عن مقتل 94 شخصا على الأقل وإصابة نحو 300 آخرين.
كانت مدينة الموصل الشمالية مسرحا لأسوأ أعمال العنف. انفجرت خمس سيارات مفخخة شبه متزامنة عند نقاط تفتيش مختلفة، مما أسفر عن مقتل 29 شخصا وإصابة 114 آخرين، معظمهم من أفراد قوات الأمن. وأسفرت الاشتباكات في الحي الغربي من حي تموز إلى سقوط 4 ضباط من الشرطة وجرحى 8 آخرين، كما نصب مسلحين كمينا لقافلة خارج المدينة، مما أسفر عن مقتل شرطيين واصابة اثنين آخرين. وأعلنت الشرطة العراقية حظرا للتجول في الموصل كلها بعد هذه الهجمات.
في بلدة جديدة الشط، القريبة من مدينة بعقوبة، وقعت ثلاث تفجيرات بسيارات ملغومة أستهدفت سوق خضار مزدحم مما ادى إلى سقوط 15 قتيل و50 جريح. بعد فترة وجيزة من التفجيرات، أغلقت القوات الأمنية الطريق الرئيسي الذي يربط بغداد وبعقوبة كإجراء وقائي. تفجير سيارة ملغومة أخرى أسفر عن مقتل 11 وجرح 30 في طوز خورماتو، في حين أن هجوم مماثل وقع في سوق السمك في التاجي مما ادى إلى مقتل 8 وجرح 24. تفجيرين انتحاريين في المدائن ودبس ادى إلى مقتل 3 من رجال الشرطة ومدني وجرح 24 شخصا آخرين. وهاجمت مجموعة من أكثر من 20 مسلحا قاعدة للجيش العراقي خارج كركوك، مما أثار اشتباكات عنيفة أسفرت عن مقتل 5 مسلحين، بينهم مسلح انتحاري واحد. وانفجرت سيارة أخرى داخل مدينة كركوك قتل فيها 3 مدنيين وجرح 12 آخرين. وفي العاصمة بغداد، انفجرت قنبلتان بالقرب من مقاهي شعبية في مدينة الصدر، مما أسفر عن مقتل 4 وإصابة 12 آخرين. انفجار آخر وقع في حي الامين جرح فيها 6 مدنيين.
وتم الإبلاغ عن تفجيرات أخرى في الإسكندرية وتلعفر، اوقعت قتيل مدني واحد مع جرح ستة آخرين بجروح مختلفة. وفي شمال الفلوجة، قتل مسلحون عضوا في الصحوة واصابوا اثنين من حراسه الشخصيين، وتم وقوع اشتباكات من المدينة نفسها.